# Camp de criquet

Camp de criquet que mostra la pista (groc), el camp interior (verd mig) dins del cercle blanc i el camp exterior (verd fosc).

El camp de criquet és la superfície de joc on es practica el criquet i està formada per un camp d'herba circular o ovalat de 137 a 150 m de diàmetre, en el centre de la qual hi ha la pista (pitch, en anglès) que és una franja rectangular d'uns 20 m de llargada i 3 m d'amplada, en la qual se situen els batedors i el llançador. En cada un dels extrems de la pista es troba el wicket que és una estructura d'uns 23 cm d'amplada i uns 70 cm d'alçada formada per tres pals clavats a terra damunt dels quals descansen dos travessers (bails en anglès) d'uns 11 cm de llargada disposats horitzontalment, l'un a continuació de l'altra, que el llançador i els jugadors de camp intenten fer caure, colpejant el wicket amb la pilota per eliminar el batedor.

## El camp

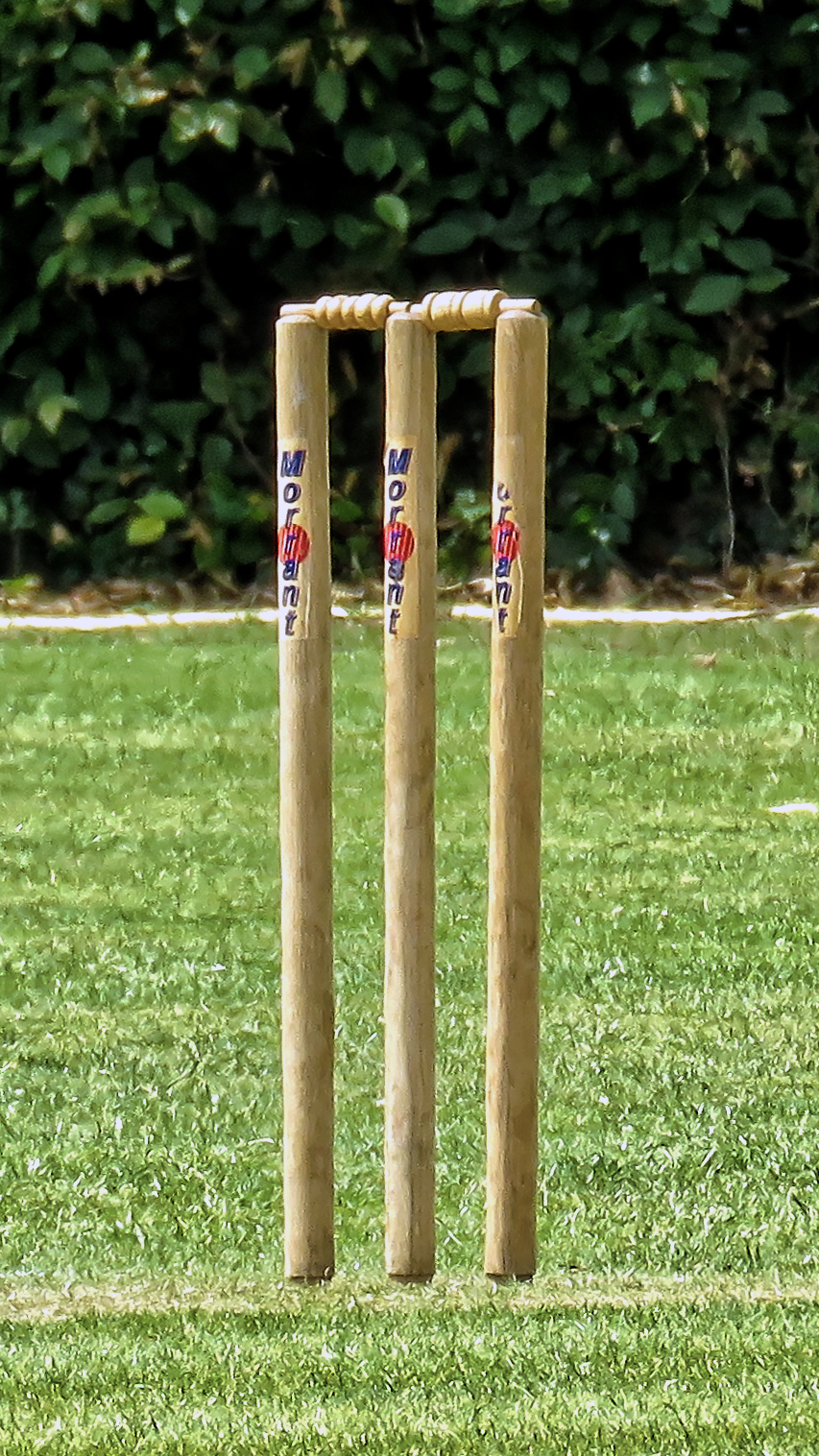
Wicket

El camp està dividit en dues meitats per una línia imaginària de longitud il·limitada entre el centre dels dos wickets: el camp interior, compresa entre la pista i el camp exterior i el camp exterior de mides variables, comprès entre el camp interior i el límit exterior, en el qual se situen la majoria dels jugadors de camp.

## La pista
La superfície pot tenir característiques diferents que condicionaran la forma en què hi bota la pilota de manera que afectarà el joc i la dinàmica entre el batedor i el llançador. La pista té diverses línies que determinen on els batedors i el llançador poden estar durant el joc. Les línies de 2,64 m de llargada assenyalen els dos extrems de la pista, al centre de cada una se situa un, les línies frontals d'un mínim de 3,66 m de llargada traçades a 1,22 m per davant de les línies de wicket, paral·lelament a aquestes, que no poden ser superades pel llançador i darrere de les quals els dos batedors han de recolzar el bat per marcar una carrera i les quatre línies laterals d'un mínim de 2,44 m de llargada traçades a cada costat dels, perpendiculars a la línia de wicket i a la línia frontal, que el llançador no pot superar i que marquen els límits dins dels quals pot dirigir la pilota.